# Anna Alcott Pratt
Anna Bronson Alcott Pratt (Filadelfia, 16 marzo 1831 – Concord, 17 luglio 1893) è la sorella più grande della scrittrice statunitense Louisa May Alcott.

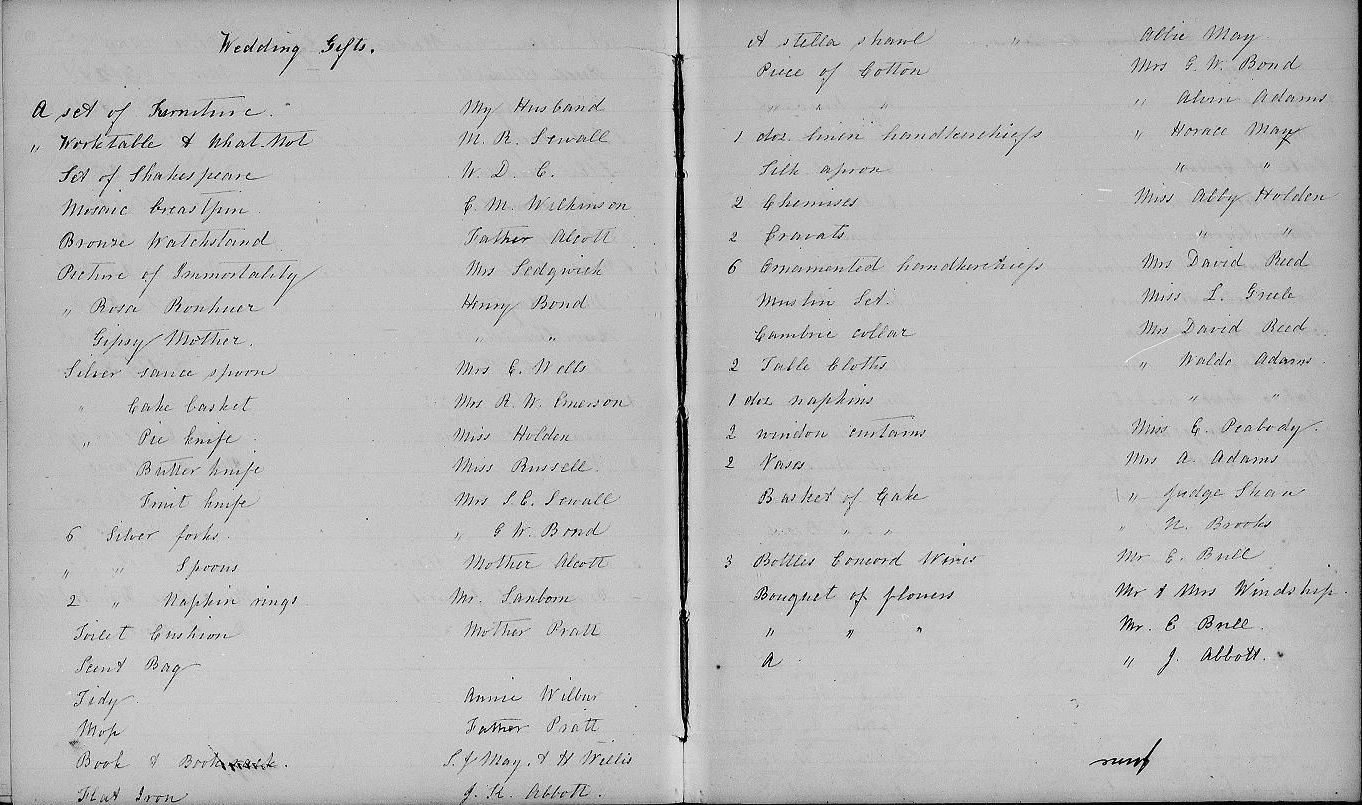

È stata la base per la caratterizzazione del personaggio di Margaret "Meg" del romanzo della sorella, Piccole donne (1868). Maggiore di quattro sorelle (Anna, Louisa, Lizzie e May), è ricordata nel romanzo come una sorella ubbidiente, buona, disposta al sacrificio per il prossimo e in seguito come moglie e madre conforme, più delle altre sorelle, al modello femminile dell'età vittoriana.

## Biografia

### La nascita e l'infanzia
Anna Bronson Alcott nacque a Germantown, un quartiere di Filadelfia il 16 marzo del 1831. I suoi primi maestri furono gli stessi genitori: Amos Bronson Alcott e Abby May.
Fin dalla tenera età Anna dimostrò di essere affascinata dal mondo dello spettacolo e desiderosa di "risplendere al mondo come una grande attrice o una primadonna", tanto che da adolescente insieme alla sorella Louisa scrisse dei melodrammi romantici che mettevano in scena per gli amici.

### Il matrimonio
Nel 1858, l'anno in cui tutta la famiglia si trasferì a Concord, Louisa e Anna contribuirono alla creazione di una compagnia di teatro insieme, oltre ad altri, a John Bridge Pratt. Anna e quest'ultimo si innamorarono durante un'opera chiamata The loan of a Lover (Il prestito di un amante) recitando in ruoli opposti.
Il 23 maggio 1860 Anna e John si sposarono a Concord ed ebbero due bambini (Frederic e John). Questo episodio è ripreso nel libro della sorella Louisa, Piccole donne: la descrizione del matrimonio di Meg coincide infatti con quella del matrimonio di Anna. Tuttavia, nel romanzo della sorella, Meg ha due figli gemelli, un maschio e una femmina (Demi e Daisy) e in seguito un'altra figlia (Josie).

### L'ultima sorella
John Pratt morì nel 1870, lasciando Anna sola con i due figli. Nel 1877, con l'aiuto di Louisa, Anna riuscì a comprare un'abitazione a Concord e lì, pochi giorni dopo esservisi trasferita, morì la madre. Nei sedici anni che seguirono Anna crebbe i suoi figli ed aiutò Louisa a prendersi cura della loro nipote "Lulu", figlia della sorella May, morta nel 1879 per una febbre puerperale.
Anna sopravvisse alle morti del padre e della sorella Louisa nel 1888. Rimasta l'unica delle sorelle Alcott, morì il 17 luglio 1893 e venne seppellita a Concord.